# Odontodes terminalis
Odontodes terminalis är en fjärilsart som beskrevs av Embrik Strand 1917. Odontodes terminalis ingår i släktet Odontodes och familjen nattflyn. Inga underarter finns listade i Catalogue of Life.